# Herb Roskilde

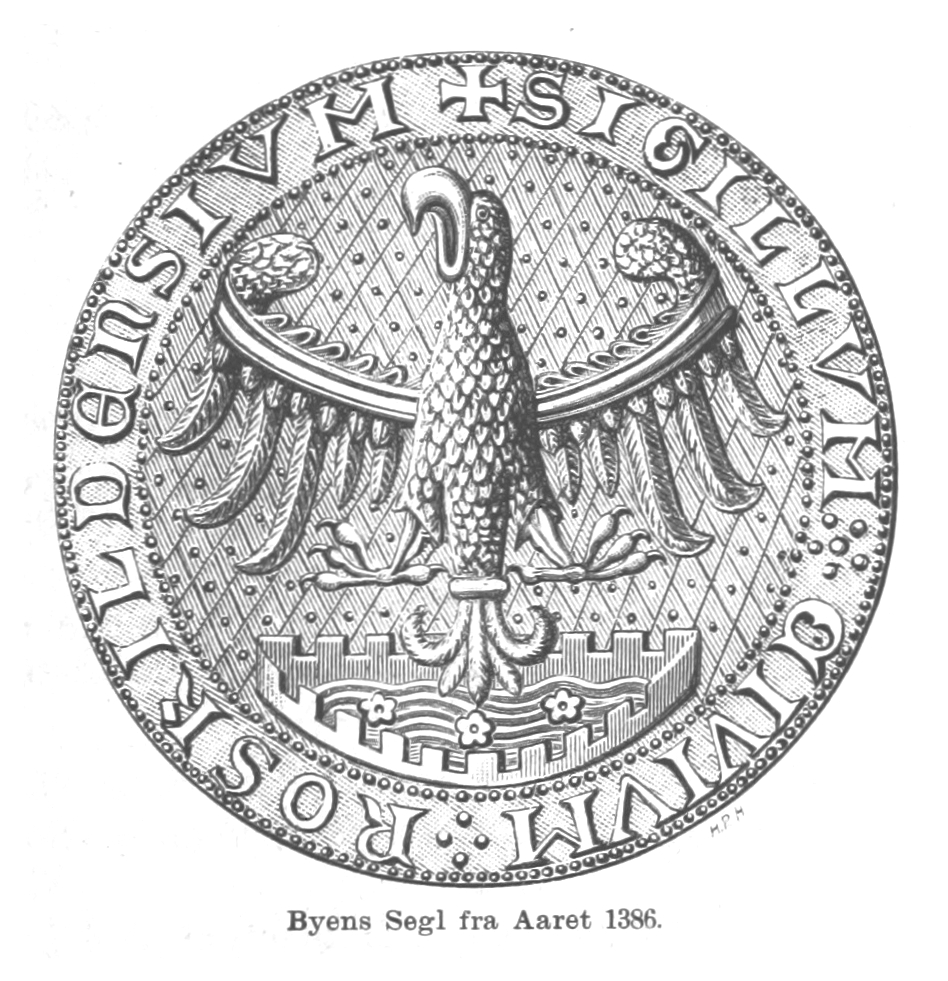
Pieczęć miasta Roskilde z 1386 r.

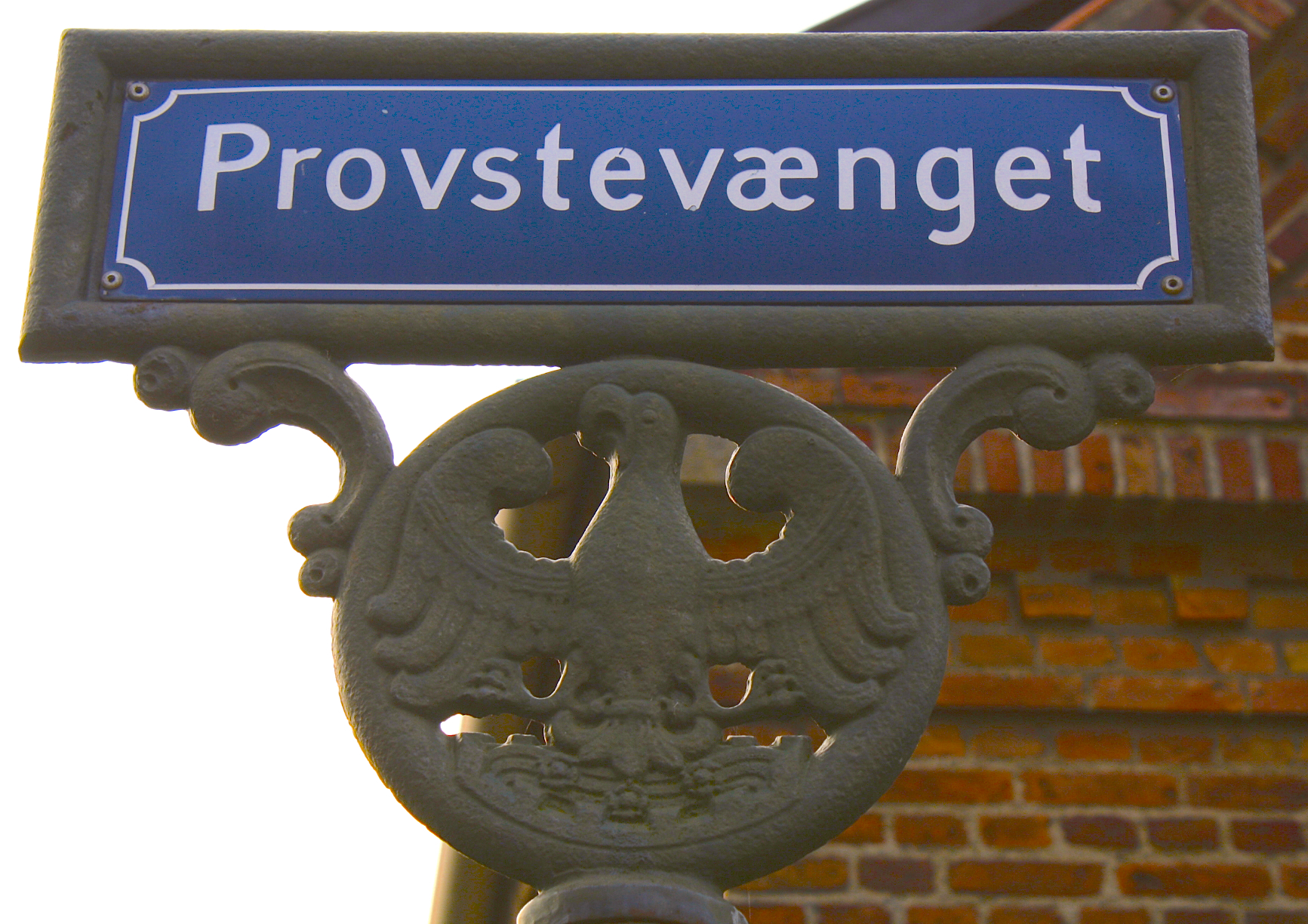
Roskilde, tabliczka z nazwą ulicy ozdobiona żeliwnym odlewem herbu miasta

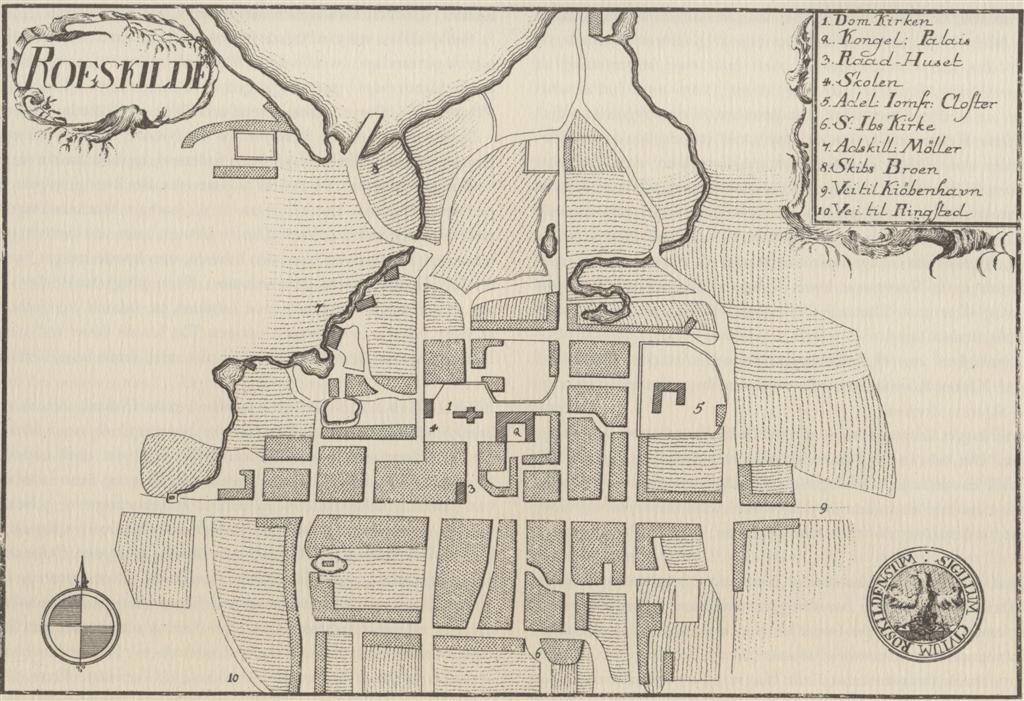
Herb Roskilde na planie miasta z ok. XVII w. (dolny prawy róg)

Herb Roskilde – najważniejszy symbol miejski miasta Roskilde, znany od II połowy XIII w.

## Opis i symbolika
Herb Roskilde przedstawia w polu srebrnym orła (lub jastrzębia, co do tego nie ma pełnej zgodności pośród heraldyków) czarnego (w praktyce stosuje się wizerunek orła czarnego/srebrnego/szarego w polu białym) zwróconego w prawo, ze złotymi szponami, dziobem, przepaską na skrzydłach i ogonie. Pod nim źródło błękitne otoczone w półkole czerwonymi blankowanymi murami z cegły. Na środku źródła pływają trzy róże czerwone.

## Interpretacja symboliki herbu
Interpretacja symboliki herbu Roskilde zależy od tego czy przyjmuje się, iż godłem w herbie miasta jest orzeł (potężny ptak symbolizujący potężne miasto handlowe), czy jastrząb. W tym ostatnim przypadku godło miałoby symbolizować tzw. Jastrzębi Majdan (duń. Høgekøbing), najstarsze i główne targowisko (lub osada handlowa) w okolicy średniowiecznego Roskilde, którego dokładne usytuowanie nie zostało podane w żadnym z zachowanych przekazów historycznych, ani też ustalone przez historyków. Mury obronne oznaczają mury miejskie Roskilde (duński kronikarz Saxo Gramatyk wspomina o obwarowaniu Roskilde wałami obronnymi i fosą przez króla Danii Swena Grathe ok. 1150 r.), a wypełnienie ich wodą (źródłem) ma symbolizować jedno ze źródeł miejskich, które znajdowało się w obrębie murów, Roars kilde (źródło Roara, króla Lejre znanego z sag skandynawskich, od którego wywodzi się nazwa miasta). Trzy róże pływające w źródle mają symbolizować Trójcę Świętą, a ich czerwona barwa – krew Chrystusa. Ten ostatni element herbu jest najwidoczniej nawiązaniem do średniowiecznego kościoła Trójcy Świętej w Roskilde, poprzednika obecnej katedry. Świątynia ta od samego początku odgrywała szczególną rolę w historii miasta i stąd należy upatrywać jej symbolicznego upamiętnienia w herbie miasta.

## Historia
Herb Roskilde wywodzi się z pieczęci grodzkiej, która jest jedną z najstarszych duńskich pieczęci miejskich Po raz pierwszy wzmiankowana została w dokumencie z 9 kwietnia 1273 r., w którym rada miasta Roskilde przekazała na własność niejakiego Nielsa Hermansena działkę pod budowę młyna w parafii św. Marcina. Dokument kończy się stwierdzeniem, iż na świadectwo zawartego kontraktu do pisma dołącza się odcisk pieczęci miejskiej. Podobne stwierdzenie znalazło się pod kolejnym dokumentem z 20 grudnia 1277 r., kontraktem sprzedaży nieruchomości w Højby przez niejakiego Nielsa Vilhelmsena klasztorowi klarysek w Roskilde. Odciski tych pieczęci nie dotrwały jednak do naszych czasów. Najstarszy zachowany odcisk pieczęci grodzkiej miasta Roskilde z widocznym na niej orłem (jastrzębiem) ponad otoczonym murami źródłem oraz napisem łacińskim: SIGILLVM CIVIVM ROSKILDENSIS, pochodzi z kontraktu sprzedaży nieruchomości przez królewskiego wójta w Roskilde Nielsa Hermansena klasztorowi klarysek w Roskilde. Dokument wystawiono 24 czerwca 1286 r. Kończy się on słowami: Poświadczamy tę sprawę odciśnięciem na piśmie tym pieczęci grodzkiej miasta Roskilde jako i naszej własnej. Na podstawie kroju liter i rysunku orła na pieczęci przyjmuje się, że powstała ona prawdopodobnie ok. połowy XIII wieku. Na zachowanym odcisku pieczęci miejskiej z 1384 r. znajdują się trzy róże, których nie było na zachowanych wcześniejszych odciskach pieczęci miejskiej. Jednak na późniejszych odciskach pieczęci pojawiają się sporadycznie lub przybierają postać trzech kuli. Na zachowanym odcisku pieczęci z 1481 r. pojawia się tylko jedna róża, zaś na odcisku z 1557 r. nie ma ich wcale. Być może, że o tak swobodnym potraktowaniu elementów heraldycznych z herbu Roskilde zdecydowały sprawy praktyczne (trudności z wyrytowaniem wielu drobnych elementów na niewielkiej powierzchni) lub po prostu niedopatrzenie wykonującego pieczęć miejską. Herb Roskilde pojawia się także na monetach wybijanych w mieście podczas bezkrólewia w latach 1332-1340. Przedstawia on rysunek z sylwetką ptaka (głowa i rozpostarte skrzydła z czterema piórami) ponad czymś, co może przypominać fragment muru miejskiego lub fali (źródła).
Zaskakujące zmiany w herbie miasta przyniósł wiek XVII. Na zachowanym odcisku pieczęci miejskiej z 1699 r. znajduje się jedynie orzeł otoczony duńską inskrypcją: ROESKILDE STADS SIGILL i nic więcej. Pozostałe elementy heraldyczne herbu (mur, źródło, róże) zostały pominięte. Można przyjąć, że powodem takiej zmiany nie była zmiana herbu miasta, lecz jedynie ignorancja wykonawcy pieczęci. Błąd ten był powtarzany w czasach późniejszych (np. na szyldzie z 1756 r. czy na tablicy ze starego ratusza w Roskilde z 1820 r., zachowanych w Muzeum Roskilde). Jednak w II poł. XIX w. powraca do użytku herb Roskilde ze wszystkimi jego elementami znanymi od średniowiecza. Herb miasta w obecnej jego formie został oficjalnie zatwierdzony w 1938 r.

## Użycie
Według duńskiego prawa herby miejskie chronione są prawem patentowym i mogą być jedynie używane przez władze miejskie i gminne, dlatego też ich współczesne wizerunki nie są spotykane poza oficjalnym obiegiem.